# Corrinea incondita
Corrinea incondita är en skalbaggsart som beskrevs av Wooldridge 1980. Corrinea incondita ingår i släktet Corrinea och familjen lerstrandbaggar. Inga underarter finns listade i Catalogue of Life.